# Руга (приток Онды)
Руга или Ругозерка, в верховьях Кивиоя — река в России, протекает в Республике Карелия. Длина реки — 21 км.

## Физико-географическая характеристика
Река берёт начало из озера Нагрызлампи.
Протекает через Ругозеро. Также к бассейну Руги относятся озёра Ванчозеро и Уаманчи.
Устье реки находится в 141 км по правому берегу реки Онды.

## Данные водного реестра
По данным государственного водного реестра России относится к Баренцево-Беломорскому бассейновому округу, водохозяйственный участок реки — Нижний Выг от Выгозерского гидроузла и до устья. Речной бассейн реки — бассейны рек Кольского полуострова и Карелии, впадает в Белое море.
Код объекта в государственном водном реестре — 02020001312102000006307.

## Фотографии
|  |  |